# مرزبان (فیلم ۲۰۰۸)
مرزبان (انگلیسی: Linewatch) فیلم سینمایی آمریکایی در ژانر مهیج محصول سال ۲۰۰۸ میلادی با بازی با کوبا گودینگ جونیور و به کارگردانی کوین بری است. این فیلم در ۲۱ اکتبر ۲۰۰۸ به صورت فیلم ویدئویی در ایالات متحده منتشر شد.

## داستان
مایکل دیکسون نگهبان مرزی می‌باشد که در مرز آمریکا - مکزیک خدمت می‌کند. او زندگی روان و خوبی دارد و همچنین دارای یک همسر و فرزندی ۵ ساله می‌باشد. اما بزودی مشخص می‌شود که او گذشته‌ای فجیع داشته و حالا رازهای گذشته اش تبدیل به خطری بزرگ برای او شده‌اند …

## بازیگران
- کوبا گودینگ جونیور در نقش مایکل دیکسون
- عمری هاردویک
- ایوان راس
- دین نوریس
- Malieek Straughter
- شارون لیل
- عمر پاز تروژیلو
- کریس براونینگ
- ویلیام استرچی
- فرانسیسکو فرناندز
- جیمی رومرو
- برایان لین
- دن بورکارت
- جاش جی. کوفمن